# Идаев, Юсуп Шамсуддинович
Юсу́п Шамсудди́нович Ида́ев (25 июля 1938 года, Грозный, Чечено-Ингушской АССР, РСФСР, СССР — 5 мая 1987 года, Грозный, Чечено-Ингушской АССР, РСФСР, СССР) — советский чеченский актёр, один из ведущих артистов и директор Чечено-Ингушского государственного драматического театра, Заслуженный артист Чечено-Ингушской АССР.

## Биография

Юсуп Идаев в роли Ромео

Родился 25 июня 1938 года. После окончания школы в 1957 году успешно сдал экзамены в Грозненский нефтяной институт. Но затем, узнав о наборе в чеченскую актёрскую студию Ленинградского института театра, музыки и кинематографии, он подал туда документы и успешно сдал экзамены.
После окончания института с красным дипломом вернулся домой и сразу же стал одним из ведущих актёров Чечено-Ингушского театра имени X. Нурадилова. Был очень предан своей профессии, отказывался от предложений сниматься в кино, чтобы не срывать спектакли. Ответственно подходил к театральным ролям, не был карьеристом. Принял предложение стать директором театра и стал хорошим руководителем.
Впервые я увидела Юсупа в 1961-м. Студент ЛГИТМИКа, он приехал в Грозный в составе чеченской студии. Начинающие актёры заканчивали четвёртый курс и приехали домой со спектаклем «Ромео и Джульетта». Юсуп играл Ромео, и как играл... На спектакль невозможно было попасть, билеты раскупались за месяц. Даже актёры тогдашнего Чечено-Ингушского театра, в том числе я, могли видеть спектакль где-то с забитого зрителями балкона...
— рассказывает жена Юсупа Идаева, Народная артистка Чечено-Ингушетии, Заслуженная артистка РСФСР Зулейхан Багалова.
Заведующая литературной частью Чечено-Ингушского театра, заместитель председателя Союза театральных деятелей ЧР, Заслуженный работник культуры Чечено-Ингушетии Хеда Берсанукаева рассказывала:
Его первая театральная работа сразу же сделала его знаменитым. В Идаева влюбилась все женская часть Грозного, поклонницы толпами приходили на спектакли с цветами. Созданный им в дипломном спектакле образ Ромео остался одной из лучших его ролей.
Спектакль имел такой успех, что руководству театра даже пришлось договориться с руководством ЛГИТМИКа, что все участники спектакля уедут на занятия позднее, отыграв в Грозном все премьеры.
Такой же успешной была постановка «Аршин мал алан» с Идаевым в главной роли.
С первых же дней работы в театре Юсуп Идаев стал востребованным актёром. В каждом спектакле ему давали главные роли и он прекрасно их играл: жених в «Кровавой свадьбе» (Гарсиа Лорка), Фабрицио в «Хозяйке гостиницы» (Карло Гольдони), Ильяс в постановке «Тополёк мой в красной косынке» (Чингиз Айтматов), Валентин в «Разбуженной совести» (В. Шаврин)… В последнем спектакле «И дольше века длится день» он блестяще сыграл сразу три роли. Ему были по плечу и национальная драматургия, и пьесы авторов бывшего СССР, и зарубежная классика.
В первые годы после окончания института Юсуп Идаев играл в амплуа героя, героя-любовника, романтического героя. Затем неожиданно проявился как комедийный актёр. Он великолепно играл разноплановые роли. Был актёром широкого творческого диапазона, а это большая редкость. Я не знаю ни одного его актёрского провала, неудачи,
— говорит Руслан Хакишев, художественный руководитель Чеченского театра, Заслуженный деятель искусств Чечни и России, лауреат государственных премий Чечено-Ингушской АССР и России.
В 1983 году спектакль Мималта Солцаева «Лениниана», в котором Идаев играл роль Дзержинского, удостоился Государственной премии РСФСР имени К. С. Станиславского.
Идаев всегда радовался творческим удачам своей жены. Во время премьер он стоял за кулисами, делал замечания после спектакля, давал советы. По его настоянию Зулейхан Багалова окончила ГИТИС.
Его сценическим образам был свойственен аристократизм. Многие сыгранные им роли вошли в золотой фонд чеченского театрального искусства. Прекрасно владел чеченским и ингушским языками, был автором великолепных переводов. Несколько пьес в его переводе на чеченский язык, были включены в репертуар Чечено-Ингушского театра. За перевод на чеченский язык пьесы Шандора Петёфи «Тигр и гиена» он был награждён дипломом и поездкой в Венгрию.
Хорошо фехтовал. Приглашался в Грозненский русский драматический театр для постановки батальных сцен и фехтовальных эпизодов. Играл на нескольких музыкальных инструментах.
Был очень человечным. Однажды на его глазах старушка чуть не попала под трамвай, и он бросился её спасать, выхватив буквально из-под колёс. За благородство Юсупа называли рыцарем театра. В доме Зулейхан Багаловой и Юсупа Идаева двери всегда были открыты для гостей.
Скончался в возрасте 48 лет сразу же после сдачи спектакля «И дольше века длится день» по произведению Чингиза Айтматова. В нём он сыграл роль НКВДешника Эрмека. После окончания спектакля, переодевшись, Юсуп Идаев сел в первый ряд, но неожиданно встал и быстро через весь зал прошёл к выходу. Очевидцы говорили, что в этот момент он был очень красив и бледен. Из проходной он успел набрать номер своего домашнего телефона. Но умер от остановки сердца до того, как успела прийти его жена. C соболезнованиями к его родным и коллегам шли многочисленные поклонники таланта Юсупа Идаева от простых рабочих до высокопоставленных чиновников и представителей республиканской власти.

## Семья
Отец Идаева Шамсуддин Сапаров, работавший председателем респотребсоюза, был арестован в 1944 году и скончался в карагандинской тюрьме. Все братья и сестры Юсупа умерли в годы выселения. Он рос один у матери Медины Мациевой. Чтобы избежать новых репрессий мать сменила фамилию себе и сыну.
Жена — Народная артистка ЧИАССР, Заслуженная артистка РСФСР Зулейхан Багалова. Сыновья Рашид и Рамзес, дочь Рада.

### На русском языке
- Висаева Амина. Рыцарь театра // Грозненский рабочий : газета. — 2007. — № 27 (21067). — С. 7.
- Газиева Аза. Свет далёкой звезды // Вести республики : газета. — 2011. — № 145 (1578). — С. 4.
- Муртазалиева Асет. Юсуп Идаев. Жизнь в театре // Нана : журнал. — 2006. — № 7. — С. 30.
- Сулумова Дэти. Он жил на сцене и сгорел на ней // Вести республики : газета. — 2007. — № 109 (583). — С. 4.

### На чеченском языке
- Бишаева Айза. Адамашна ша эшийта даьгна са (чеченский) // Даймохк : газета. — 2007. — № 86. — С. 4.
- Газиева Аза. Безаман мукъамаш (чеченский) // Даймохк : газета. — 2002. — № 16 (11222). — С. 7.